# Веттій Агорій Василь Маворцій
Веттій Агорій Василь Маворцій (*Vettius Agorius Basilius Mavortius, д/н — після 534) — державний діяч часів Західної Римської імперії.

## Життєпис
Походив з роду Цециніїв. Син Цецини Маворція Василя Деція, консула 486 року, та Аконії Фабії Пауліни. По материнській лінії належав до нащадків Веттія Агорія Претекстата. У 527 році призначається очільником королівської гвардії при Аталаріху, королі остготів. Того ж року призначається консулом без колеги. У 528—529 роках його повноваження консула було продовжено.
Маворцій належав до інтелектуальної еліти Риму. Між 528 і 537 роками разом з Секуром Мемором Феліксом перевидав праці Горація та Пруденція. також вважається автором незавершеного вірша латиною з 42 рядків.